# Bazylika Nawiedzenia Najświętszej Maryi Panny w Bielsku-Białej
Bazylika Nawiedzenia Najświętszej Maryi Panny w Bielsku-Białej – rzymskokatolicki kościół parafialny i sanktuarium maryjne w Bielsku-Białej, w województwie śląskim. Należy do dekanatu Bielsko-Biała III – Wschód diecezji bielsko-żywieckiej. Mieści się w dzielnicy Hałcnów, przy ulicy Wyzwolenia.

## Historia

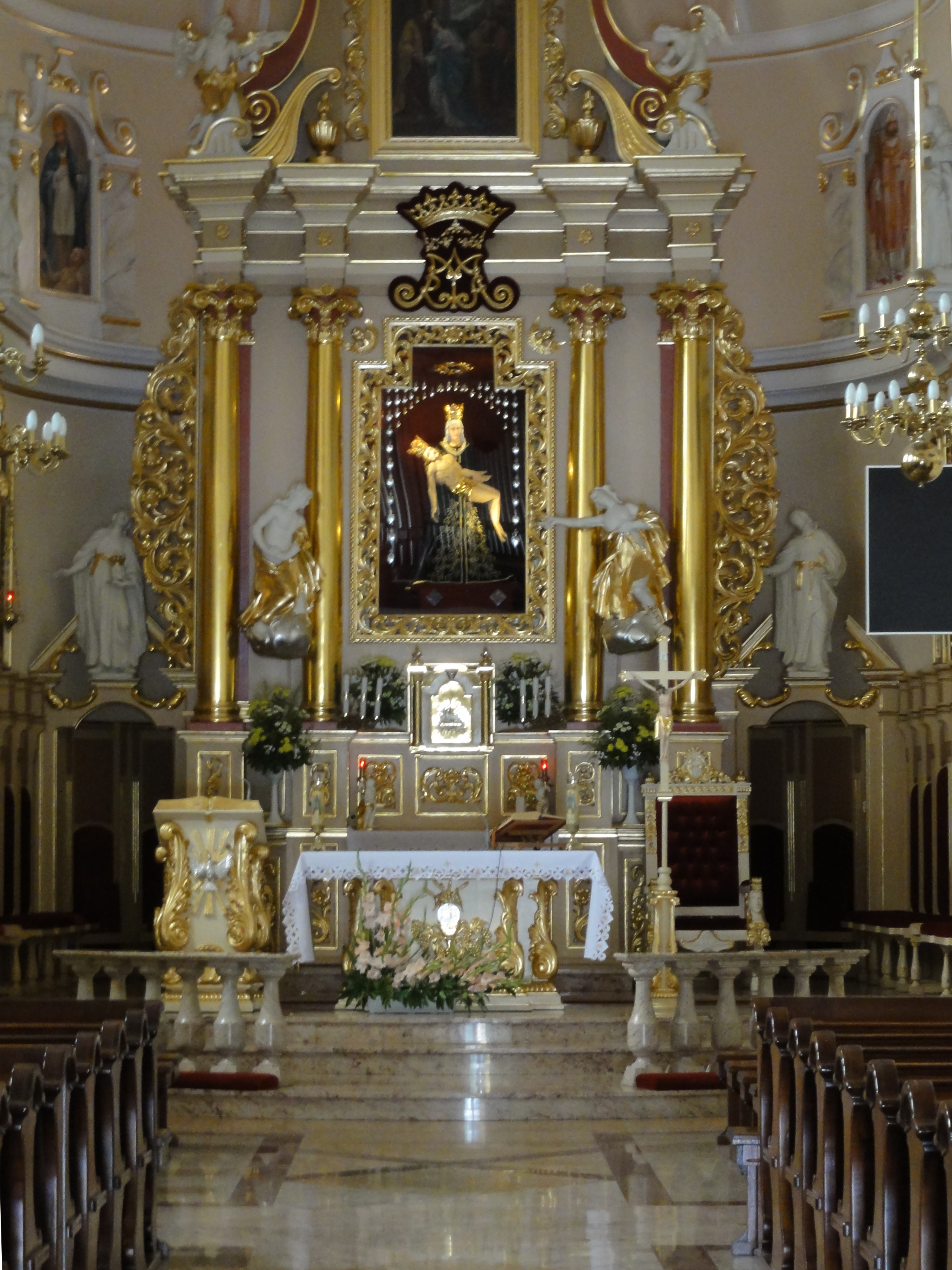
Ołtarz główny

Świątynia została zbudowana w latach 1777–1781 z ofiar wizytujących pątników do dwukrotnie uratowanej od ognia pioruna figury Matki Bożej Bolesnej, zwanej Pietą Hałcnowską, pochodzącej z XVIII wieku, umieszczonej w kapliczce przydrożnej. W latach 1781–1784 przy świątyni została wzniesiona wieża. W dniu 6 listopada 1784 roku świątynia została poświęcona przez komorowickiego proboszcza i figura Matki Bożej została przeniesiona z kapliczki do wybudowanej świątyni. W dniu 24 kwietnia 1822 świątynia została konsekrowana przez biskupa tarnowskiego Grzegorza Tomasza Zieglera. W 1829 roku kościół stał się samodzielnym kościołem parafialnym. W dniu 2 lipca 1926 roku figura Matki Bożej została ukoronowana przez krakowskiego biskupa pomocniczego Anatola Nowaka. W 1936 złote korony zostały skradzione. W dniu 7 czerwca 1936 Pietà Hałcnowska została ponownie ukoronowana przez księdza prałata Stefana Mazankę. W dniu 25 lutego 1942 roku hitlerowcy pozbawili świątynię dzwonów. W dniu 4 lutego 1945 roku kościół został zniszczony podczas walk niemiecko-sowieckich. Figura Matki Bożej Bolesnej ulega zniszczeniu. W latach 1945–1948 świątynia została odbudowana przez proboszcza Pawła Skibę. Zostaje wykonana nowa figura Matki Bożej Bolesnej zwana Pietą Bolesną.
2 lipca 2016 roku sanktuarium zostało podniesione do godności bazyliki mniejszej.